# Auxon-Dessus
Auxon-Dessus era una comuna francesa, que estaba situada en la región de Borgoña-Franco Condado y departamento de Doubs, que el 1 de enero de 2015 pasó a ser una comuna delegada de la comuna nueva de Les Auxons al fusionarse con la comuna de Auxon-Dessous.

## Historia
El uno de junio de 2015, la comuna delegada de Auxon-Dessus fue suprimida por decisión de la junta de gobierno del ayuntamiento de la comuna nueva de Les Auxons.

## Demografía
| Gráfica de evolución demográfica de Aixon-Dessus entre 1800 y 2012 |
|                                                                    |

Los datos demográficos contemplados en este gráfico de la comuna de Auxon-Dessus se han cogido de 1800 a 1999 de la página francesa EHESS/Cassini, y los demás datos de la página del INSEE.